# 伊兹密尔省
伊兹密尔省（土耳其语：İzmir il）是位于土耳其西部爱琴海沿岸的一个省，面积11,811平方公里，首府伊兹密尔。